# Fulvio Roiter
Fulvio Roiter (Meolo, 1º novembre 1926 – Venezia, 18 aprile 2016) è stato un fotografo italiano. 
Esperto di fotografia in bianco e nero usò anche nel colore dei reportages di viaggi una personale tecnica che esaltava luoghi e particolari inediti della scena. Già apprezzato fotografo per aver prodotto diversi libri fotografici di città e regioni del mondo, salì alla ribalta internazionale per gli scatti sulla sua Venezia da cui trasse il libro Essere Venezia del 1977.
È stato uno dei tre fotografi italiani a cui è stato assegnato nel 1956 il premio internazionale per l'editoria fotografica Nadar.

## Biografia
(Indro Montanelli)
Nato a Meolo in provincia di Venezia, Roiter si diplomò come perito chimico, ma dal 1947 si dedicò alla fotografia, che divenne la sua attività professionale dal 1953.
Nel 1949 aderì al circolo fotografico La Gondola di Venezia, fondato dall'amico Paolo Monti due anni prima. Nel 1953 partì per la Sicilia nel suo primo viaggio fotografico, il primo di molti in tutto il mondo. La pubblicazione nel gennaio 1954 di alcuni scatti siciliani sulla rivista Camera segnò il suo debutto sulla scena internazionale.
Dopo avere realizzato numerosi reportage per alcune riviste, pubblicò nel 1954 il suo primo libro fotografico, il volume in bianco e nero Venise à fleur d'eau. Nel 1956 Roiter vinse la seconda edizione del Premio Nadar con il libro di sole foto bianco e nero Umbria. Terra di San Francesco (Ombrie. Terre de Saint-François).
La sua consacrazione sulla scena internazionale l'ottenne con gli scatti sulla sua Venezia da cui trasse il libro Essere Venezia del 1977, stampato in quattro lingue con una tiratura di circa un milione di copie, un best seller unico per l'editoria fotografica, «un caso editoriale [...] irripetibile».
Nel 1979 ha tenuto un corso di fotografia sull'esplorazione fotografica di Venezia nell'ambito della manifestazione Venezia 79, sotto l'egida dell'Unesco e dell'International Center of Photography di NY.
Durante la sua carriera, Roiter ha pubblicato circa un centinaio di volumi di fotografie, compiendo numerosi viaggi in ogni parte del mondo.
Il 18 aprile 2016, dopo una lunga malattia, Fulvio Roiter è morto presso l'ospedale di Venezia. Roiter è stato sposato con la fotoreporter belga Louise "Lou" Embo.
Dopo la sua scomparsa, la figlia Jessica ha deciso di istituire una fondazione per conservare e promuovere il patrimonio artistico del fotografo. La Fondazione Fulvio Roiter ha il compito di diffondere e promuovere le opere che raccontano una vita dedicata alla fotografia, nonché di far riscoprire le opere di Roiter e i suoi inediti.

## Tecnica fotografica
(Leonello Bertolucci)
Proveniente dalla scuola della fotografia neorealista, Roiter sviluppa e raffina la «forza narrativa e l'occhio poetico» con le sue foto bianco e nero inventando un formato fino ad allora inusuale, quello rettangolare, in cui colloca personaggi ed oggetti della vita di ogni giorno in un contesto dove vengono rigorosamente privilegiate «le forme della composizione» con inquadrature calcolate come per esempio la foto di due carabinieri fotografati in una piazza ben squadrata o le forme di persone in cui viene esaltato il contrasto con il resto dell'immagine. Contrasto ricercato con colori "accesi" anche per la fotografia a colori, che all'inizio della sua "conversione" dal B/N fa subito riconoscere il suo nuovo "stile".
Un metodo per il bianco nero quello di Roiter, dove «l'essenzialità e il rigore del bianco nero prevaleva sul trionfo del colore», questa infatti fu la motivazione della giuria che fece vincere al fotografo veneziano il premio internazionale francese Nadar che premiò il più bel libro nel panorama mondiale della editoria fotografica del 1956, un libro di foto realizzate esclusivamente in bianco nero rispetto ad altri libri fotografici di altri famosi fotografi che scelsero il colore.
Ad avviso di Paolo Morello, docente di storia della fotografia alla Università IUAV di Venezia nonché direttore dell'Istituto Superiore per la Storia della Fotografia di Palermo, Fulvio Roiter ha rappresentato una eccezione nel panorama della «storia della fotografia italiana del Novecento» non solo per una tecnica, uno stile ricercato ed un rigore che lo contraddistinse per la fotografia bianco nero, che lo storico definisce «un modello inarrivabile», ma per la radicale metamorfosi di stile dimostrata anche nella fotografia a colori (una volta abbandonata del tutto la sua ricerca per la fotografia bianco-nero), tanto da poter asserire, ad avviso di Morello, «che esistano due Roiter diversi».
Italo Zannier, fotografo e critico italiano di fotografia, spiega che "il metodo" fotografico di Roiter consisteva nel suo "partecipare" all'evento con una sensibilità e una tensione in cui "la disciplina" professionale giocava un ruolo importante. Ma era lo stesso Roiter a spiegare "il segreto principale" per la realizzazione delle sue fotografie singole e delle sequenze dei suoi reportages: Una preparazione preventiva sulla città o il paese e sugli elementi da fotografare, per cui leggeva molto documentandosi, per aver modo di cogliere già prima del suo viaggio, le atmosfere che avrebbe trovato e quindi fotografate sul luogo della scena prescelta.

## Libri fotografici (selezione)
- Venise à fleur d'eau, 1954
- Umbria. Terra di San Francesco (ediz. italiana), 1956
- Ombrie (Umbria. Terra di San Francesco) (in francese), 1956
- Essere Venezia (ediz. italiana), 1977
- Essere Venezia (ediz. tedesca, inglese, francese), 1978
- Padova: arte e storia (ediz. tedesca), 1981
- Padova e Colli Euganei, 1981
- Firenze e Toscana (ediz. francese), 1981
- Florenz und die Toscana, 1981
- Libano, 1982
- L'Oriente di Venezia, 1982
- Centesimi di secondo, 1984
- Ciociaria (ediz. italiana e inglese), 1985
- 150 anni Andrea Merzario (con Enzo Biagi, Jean Michel Folon, Fulvio Roiter), 1985
- Pisa (ediz. multilingue), 1986
- Pianeta Italia, 1987
- La mia Venezia, 1989
- Un'antica Armonia: Artigianato artistico nel Trevigiano, 1990
- Voltolina, 1990
- Firenze teatro, 1990
- Udine, 1991
- Lago Maggiore, 1991
- Visibilia, 1992
- Vivaldi. Venezia. (con compact disc), 1992
- Art Nouveau in Milano (text by Guido Lopez), 1993
- La mia Venezia (ediz. italiana e inglese), 1994
- Terra di Dio, 1994
- Laguna di Venezia, 1994
- Carnevale Di Venezia, 1994
- Aquileia Ravenna (ediz. italiana e inglese), 1994
- Burano. Isola del merletto e del colore (ediz. italiana e inglese), 1996
- Il Palazzo ducale, 1997
- Venezia in maschera, 2003
- L'organo giubileo del Duomo di Treviso (ediz. italiana e tedesca), 2003
- Valpolicella, Casa Editrice DAMOLGRAF, Verona, 2004
- Un uomo senza desideri, 2005
- Fulvio Roiter: fotografare Venezia, 2008
- Laguna di Venezia (ediz. inglese), 2010
- Laguna & dintorni. Aquileia, Grado, Marano Lagunare, 2010
- Sile, il fiume sorgivo, Ente Parco Naturale del Fiume Sile, Regione del Veneto, 2012

## Mostre
- Verona, 2003, Fulvio Roiter, fotografie 1949-1979, 13 marzo - 18 maggio 2003, Centro internazionale di fotografia Scavi Scaligeri.
- Roma, 2008, Fulvio Roiter. Mediterraneo, 13-30 giugno 2008, Complesso del Vittoriano.
- Altino, 2012, Fulvio Roiter, la laguna e Venezia, Altino (città archeologica) settembre 2012 - Fondazione Premio Altino.
- Bassano del Grappa, 2015 - 2016, World Trade Center before, 1 novembre 2015 - 19 gennaio 2016, Museo civico bassanese.
- Venezia, 2018, Fulvio Roiter, fotografie 1948-2007, 16 marzo - 26 agosto 2018, Casa dei Tre Oci.[20]
- Genova, 2018 - 2019, Fulvio Roiter, fotografie 1948-2007, 8 settembre 2018 – 24 febbraio 2019, Palazzo Ducale, Loggia degli Abati.[21]
- Parigi, 2018 - 2019, Fulvio Roiter. Un rêve en Ombrie (Fulvio Roiter: un sogno in Umbria), 11 dicembre 2018 – 16 gennaio 2019, Istituto Italiano di Cultura[22]

## Premi e menzioni
- 1956 Premio Nadar, Parigi
- 1978 1995. Premio L'Osella d'Oro (Rotary Club de Venecia. Arles
- 1988 Premio Cangrande della Scala (Premio alla carriera), Verona
- 1990 Premio Maschera d'Argento per la fotografia, Campione d'Italia
- 1995 Premio L'Osella d'Oro del Rotary club di Venezia, Venezia
- 2002 Premio Masi "Cività Veneta[23], Verona
- 2012 Premio Altino[24], Quarto d'Altino